# Думенца
Думе́нца (итал. Dumenza, ломб. Dumenza [dümensa], местн. Duménsa) — коммуна в Италии, располагается в провинции Варесе области Ломбардия.
Население составляет 1326 человек (2008 г.), плотность населения — 74 чел./км². Занимает площадь 18 км². Почтовый индекс — 21010. Телефонный код — 0332.
Покровителем коммуны почитается святой Георгий Победоносец, имеется храм, освящённый в его честь.
По некоторым данным, этот город является родиной известного повара эпохи Возрождения — Скаппи Бартоломео.

## Демография
Динамика населения:

## Администрация коммуны
- Официальный сайт: http://www.comune.dumenza.va.it/